# Maria Morros Navarro
Maria Morros Navarro   (Barcelona, 1910 - Barcelona, 2 de juliol de 1973) va ser una atleta catalana que va practicar diversos esports a un alt nivell en els anys 20 i la dècada del 1930.
Nascuda el 29 de desembre de 1910 al barceloní carrer Diputació -en un pis on va viure tota la seva vida-,durant tres anys consecutius, entre el 1931 i el 1933, va guanyar els títols catalans tant de 80 metres llisos com de salt d'alçada. Va establir rècords en disciplines com els 50, 60, 80, 150 i 300 metres llisos, el salt d'alçada i el salt de llargada. També va establir el rècord del relleu de 4x100 metres amb l'equip format amb Carmen Sugrañes, Rosa Castelltort i Carmen Pascó. El 1933 també va guanyar els títols espanyols de 200 metres i de salt d'alçada. A més de l'atletisme, que va practicar com a membre del Club Femení i d'Esports, va fer altres esports com la natació, l'hoquei sobre herba i sobretot el bàsquet, esport en el que va jugar al mateix Club Femení i d'Esports i al Futbol Club Barcelona en dues etapes, els anys 1929 i 1944. Era una dona ferma i decidida que no va tenir fills.

## Palmarès
Campionat de Catalunya
- 80 metres llisos: 1931, 1932, 1933
- 150 metres llisos: 1932
- 300 metres llisos: 1933
- Salt d'alçada: 1931, 1932, 1933